# Регресія (психологія)
Регресія — захисний механізм психіки, процес, в ході якого людина повертається на попередню або менш зрілу стадію розвитку почуттів та поведінки.

## Історія виникнення терміна
Зиґмунд Фройд ввів поняття регресії в «Тлумаченні сновидінь» (Die Traumdeutung, 1900) для пояснення суті сновидіння: сновидні думки приходять здебільшого у формі чуттєвих образів, які переслідують суб'єкта майже як галюцинація. Для пояснення цього феномену потрібно підійти до нього з точки зору топіки, щоб психічний апарат мав вигляд орієнтованої послідовності систем. У свідомому стані збудження проходять крізь ці системи, рухаючись вперед (тобто від сприйняття до рухів), в той час як під час сну думки не здатні розряджуватися в русі і спрямовуються назад, до системи сприйняття. Таким чином, для Фрейда поняття регресії було, перш за все, топічним.
Часове значення регресії, спочатку неявне, почало посилюватися в концепції Фрейда одночасно з виявленням нових моментів в психосексуальному розвитку індивіду.
В «Трьох нарисах з теорії сексуальності» (Drei Abhandlungen zur Sexualtheorie, 1905) терміна «регресія» немає, однак тут ми вже бачимо вказівки на можливість повернення лібідо на обхідні шляхи задоволення та до попередніх його об'єктів. Насправді, розробка поняття часової регресії потребувала (в 1910 — 1912 рр.) прояснення послідовності стадій дитячого психосексуального розвитку. В «Схильності до неврозу нав'язливих станів» (Die Disposition zur Zwangsneurose, 1913), наприклад, Фрейд протиставляє ті випадки, коли «…сексуальна організація, що схильна до неврозу нав'язливих станів, виникнувши один раз, зберігається до кінця», тим випадкам, коли вона «спочатку заміщується організацією більш високого рівня, а потім спрямовується регресивно — униз від цієї стадії».
Таким чином, судячи з фрагменту, доданого до «Тлумачення сновидінь» в 1914 році, Фрейду довелося провести в понятті регресії внутрішні розмежування: «Ми розрізняємо регресію трьох видів: а) топічну, що обумовлена функціонуванням психічного апарату; б) часову, за якої знову стають дієздатними попередні способи психічної організації»; в) формальну, яка замінює звичні способи вираження і образного уявлення на примітивніші. Ці три форми регресії в основі своїй єдині, оскільки давніше в часі виявляється водночас і простішим за формою, розташовуючись в психічній топіці поблизу сприйняття".
Топічна регресія особливо яскраво виявляє себе в сновидіннях, де вона здійснюється до кінця. Проте, її можна виявити також в патологічних процесах, де вона розповсюджується не так широко (галюцинація), або в нормальних процесах, де вона не йде так далеко (пам'ять).
Рідше Фрейд використовував поняття формальної регресії, хоча воно охоплює багато явищ, за яких відбувається повернення від вторинних процесів до первинних (перехід від тотожності думки до функціонування відповідно до принципу тотожності сприйняття).
В рамках часової регресії Фрейд розрізняє кілька ліній: 
- регресію відносно об'єкта
- регресію відносно лібідінальної стадії
- регресію відносно еволюції Я.

Ці розмежування пов'язані не тільки із турботою про суворість класифікації. Справа в тому, що в деяких нормальних або патологічних структурах різні типи регресії не збігаються один з одним; Фрейд зауважував, наприклад, що «…за істерії систематично спостерігається регресія лібідо до первісних сексуальних об'єктів інцестуозного типу, хоча регресії до попередніх стадій сексуальної організації при цьому не відбувається».
Фрейд наполягав на тому, що минуле дитини — індивіда, а тому і всього людства — назавжди залишається в людині: «Первісні стани завжди можуть виникнути знов. Первісна психіка у власному сенсі не може бути знищена». Фрейд повторює цю думку про повернення до минулого стосовно найрізноманітніших сфер: психопатології, сновидінь, історії культури, біології тощо. На поновлення минулого в теперішньому вказує також і поняття нав'язливого повторення. Для висловлення цієї думки Фрейд використовує не тільки термін Regression, але й суміжні за змістом терміни: Rückbildung, Rückwendung, Rückgreifen тощо.
Демонстрація хворобливості, ущербності та ін. також відноситься до регресії. Коли регресія стає наріжним каменем особистості, життєвої стратегії подолання проблем, така особистість називається інфантильною особистістю
Поняття регресії пов'язане з поняттям фіксації.

## Примітивні механізми
Прикладом регресії є примітивні механізми — захисти, які виникають в людини ще в дитинстві і виявляються протягом усього життя. До них належать перцептивні механізми: заперечення, розщеплення (розщеплення об'єкта), проєктивна ідентифікація, парціальна перцепція, рухова активність тощо.

### Заперечення
Заперечення реальності (або конфлікту) виявляється в тому, що людина не сприймає окремі реальні ситуації, їх частини, об'єкти, конфлікти тощо. В психоаналізі заперечення розглядається як особлива форма супротиву. З цього приводу З.Фрейд писав про те, що є такі пацієнти, які поводяться «дещо дивно». Чим глибше рухається аналіз, тим складніше їм визнати спогади, що виникають.
В цілому описуваний механізм психологічного захисту включає викривлення інформації (її форми чи змісту), яка може травмувати індивіда, на початку сприйняття.
У зв'язку з цим Фрейд описав дію трьох аспектів цього механізму:
1. заперечення — це спосіб усвідомлення витисненого
2. заперечення усуває лише окремі наслідки процесу витиснення
3. через заперечення психіка звільнюється від обмежень, що пов'язані з витисненням

Фрейд стверджував, що заперечення — це найбільш ранній онтологічно і найпримітивніший механізм захисту, який вважається настільки ж древнім, як і відчуття болю. Здатність до заперечення неприємних боків реальності є свого роду тимчасовим додатком до здійснення бажань і збереження афективної рівноваги, за яких конфлікт не допускається всередину особистості, свого Я.

### Розщеплення
Фрейд вживав термін «розщеплення» для позначення своєрідного явища, коли всередині особистісного Я співіснують дві парадоксальні психічні установки стосовно зовнішньої реальності: перша враховує реальність, друга — ігнорує.
Фрейд вважав, що розщеплення є не тільки захистом Я, але й способом співіснування двох захисних механізмів, один з яких слугує для захисту від реальності, а інший — захист від потягів. Патологічним варіантом розщеплення, за Фрейдом, є заборона особистості на компроміси і збереження обох установок одночасно.
Розщеплення як захисний механізм особистості від тривоги, негативних переживань сприяє формуванню іншого захисного механізму — проєктивної ідентифікації (за термінологією М. Кляйн, 1946).

### Проєктивна ідентифікація
Захисний механізм, який вивчала Мелані Кляйн. Вона вважала, що розщеплення на «добре Я» і «погане Я», починаючи з віку немовляти, є намаганням захистити свої добрі частини від поганих, звільнитися від нестерпних якостей власного Я, перетворити їх на власних «переслідувачів». В дорослих механізм проєктивної ідентифікації викликає страхи переслідування, смерті, різноманітні фобії, паранойю тощо. В повсякденному житті це може проявлятися в ситуації екзамену у вигляді страху перед викладачем, у ворожому ставленні до представників інших національностей, неприйнятті поглядів і позицій інших людей та ін.

### Парціальна перцепція (Часткове сприйняття)
Захисний механізм, який характеризується тим, що суб'єкт схильний сприймати тільки те, що йому подобається, для нього вигідно, цінно чи змістовно. Інша інформація індивідом не фіксується, формуючи тим самим своєрідні обмежені уявлення про навколишній світ і про себе, які базуються здебільшого на «потрібному» матеріалі, «вирізаючи» усе інше зі свого сприйняття.
Цей механізм формується в ранньому дитинстві, але «працює» і в дорослих людей. Він доволі розповсюджений і в професійній діяльності, і в повсякденному житті.

### Рухова активність
Це зниження занепокоєння, викликаного забороненим потягом, шляхом дозволення його прямого чи опосередкованого вираження без розвитку почуття провини.
Рухова активність входить в кластер регресії і розвивається в ранньому дитинстві для стримання відчуттів невпевненості у собі та страху невдачі, пов'язаних з проявленням ініціативи. Рухова активність включає мимовільні, іррелевантні дії для зняття напруження.